# Gars-Thunau
Gars-Thunau (niem: Bahnhof Gars-Thunau) – stacja kolejowa w Wolkersdorf im Weinviertel, w kraju związkowym Dolna Austria, w Austrii. Administracyjnie położona jest w miejscowości Thunau am Kamp, na Kamptalbahn.

## Dworzec
Budynek dworca został zbudowany w latach 1888-1889 w trakcie budowy Kamptalbahn. Stacja jest obsługiwana i zarządzana przez centrum kontroli ruchu w Horn. Budynek dworca zawiera poczekalnię oraz toalety. Przed dworcem znajduje się darmowy parking park and ride. 

## Linie kolejowe
- Kamptalbahn